# Rijksmonumentcomplex
Een rijksmonumentcomplex of monumentcomplex is in Nederland een als zodanig aangewezen verzameling van met elkaar samenhangende rijksmonumenten. Het complex wordt met een eigen complexnummer opgenomen in het door de Rijksdienst voor het Cultureel Erfgoed (RCE) bijgehouden Monumentenregister. Daarnaast hebben de afzonderlijke onderdelen een monumentnummer.